# Xirivella (kommun)
Xirivella är en kommun i Spanien.   Den ligger i provinsen Província de València och regionen Valencia, i den östra delen av landet, 300 km öster om huvudstaden Madrid. Antalet invånare är 30 213. Arean är 5,2 kvadratkilometer. Xirivella gränsar till Valencia, Alaquàs, Aldaia, Quart de Poblet, Mislata och Picanya. 
Terrängen i Xirivella är mycket platt.